# Гомонець Микола Пилипович
Микола Пилипович Гомонець (1980—2022) — солдат збройних сил України, учасник російсько-української війни.

## Життєпис
Народився 19 квітня 1980 року в селі Мар'янівка Рівненської області. Навчався у місцевій школі, потім здобув професію водія. У 1998—1999 роках проходив строкову військову службу.
В лютому 2015 року був мобілізований до лав української армії, був водієм бронетранспортера. Демобілізований у квітні 2016 року.
5 липня 2022 року став до лав сил оборони, був навідником у 24-й механізованій бригаді.
Загинув 25 вересня 2022 року на Миколаївщині.

## Вшанування
- Одна з вулиць Мар'янівки названа на честь Миколи Гомонця[1].